# Bobby Ewing
Bobby Ewing, voluit Robert James Ewing, is een personage uit de Amerikaanse soapserie Dallas. De rol werd vertolkt door Patrick Duffy van aan de start van de serie tot aan het einde; enkel in het negende seizoen was hij slechts één aflevering te zien toen hij tijdelijk de show verlaten had. Aanvankelijk was het de bedoeling dat de serie draaide rond Bobby en Pamela (Victoria Principal) en hun huwelijk in Romeo en Julia-stijl, maar nadat het personage van J.R. populairder bleek te zijn werd hij het personage met de meeste aandacht.
Aan het einde van seizoen 1984/85 liet Duffy weten dat hij de serie wilde verlaten. Zijn personage werd niet vervangen door een andere acteur, maar er werd besloten om hem te laten sterven. Voor de serie was dit geen goede zet, want een populair personage verdween. De kijkcijfers daalden van de tweede naar de zesde plaats. Larry Hagman (J.R.) kon Duffy overtuigen om terug te keren. De schrijvers zaten met de handen in het haar omdat Bobby dood was en er werd niets beters op gevonden dan het hele seizoen 1985/86 een droom te laten lijken van Pamela, waardoor ook alle verhaallijnen van dat seizoen wegvielen. Pamela staat op en hoort iets in de douche en gaat ervan uit dat het haar verloofde is, maar als ze de deur opent staat Bobby in de douche als cliffhanger aan het einde van het negende seizoen. De terugkeer van Duffy leidde ook tot kritiek op de geloofwaardigheid van de serie en de kijkcijfers bleven zakken. De terugkeer was een groot geheim. De scène was zelfs voor Principal een geheim, zij nam haar kant op terwijl Duffy zogezegd een reclame voor zeep maakte, werd hier een take gebruikt voor het einde van de serie.
Hierna bleef Duffy tot aan het einde van de serie en nam de rol opnieuw op voor twee televisiefilms in 1996 en 1998.